# Barranco de la Molina (Conca de Dalt)
El barranco de la Molina es un barranco afluente del río Noguera Pallaresa. Discurre íntegramente por el término de Conca de Dalt, en el Pallars Jussá, pero nace en el antiguo término de Hortoneda de la Conca, y después se dirige hacia el antiguo municipio de Claverol. De hecho, por el segundo de los dos términos solo discurre unos cuantos metros. En el último tramo del límite occidental de la antigua cuadra de Llania.
Se forma en el fondo del valle al norte del pueblo de Hortoneda, cerca de la masía de la Molina, a la cual debe el nombre. La forman el barranco de la Masia, que baja del sudeste, el barranco dels Pastors, que proviene del sur, y el barranco del Rebollar, del sudoeste. Nace del amplio circo que conforma el Roc de Santa (oeste) en el pueblo de Hortoneda (este), y tiene la antigua cuadra de Llania en el lado este. El paso del bosque de Llania está a mitad de su recorrido, donde llega por la derecha el barranco de l'Obaga de Teresa.
Desemboca en el río Noguera Pallaresa en la presa de Sossís, cerca del viejo poblado de Llania, dentro del antiguo término de Claverol.